# Бейнете
Бейнѐте (на италиански: Beinette; на пиемонтски: Beinëte, Бейнъте) е малко градче и община в Северна Италия, провинция Кунео, регион Пиемонт. Разположено е на 491 m надморска височина. Населението на общината е 3416 души (към 2010 г.).